# Asz

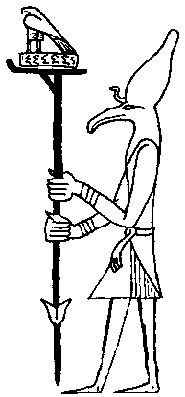
Asz (przerys z pieczęci faraona Peribsena)

Asz (egip. 3š) – w starożytnym Egipcie był bogiem oaz oraz winnic w zachodniej delcie Nilu. Egipcjanie uważali go także za boga pustynnych plemion Libu i Tinhu, znanych jako „ludzie z oazy”.
Był związany z bogiem pustyni – Setem, a obecność jego kultu wcześnie jest poświadczona w czasach II dynastii. Choć na jednym z zabytków tytułowany jest „Panem Czehenu” (Libii), podaje się w wątpliwość jego libijskie pochodzenie, wysuwając przypuszczenie, iż mógł być raczej miejscowym bóstwem egipskiego rejonu przygranicznego z władzą rozciągniętą na sąsiednie obce terytorium (podobnie jak Neit czy Sopdu).
Według innych ustaleń, pierwsza znana wzmianka o tym bóstwie datowana jest na okres protodynastyczny. Za rządów II dynastii wzrosło jego znaczenie, gdy postrzegany był jako obrońca królewskich posiadłości. Znaczenie Asza było na tyle istotne, że wspominany bywa aż do czasów XXVI dynastii. 
Przedstawiano go antropomorficznie z głową ludzką, lecz niekiedy z głową sokoła lub tzw. zwierzęcia Seta bądź jakiegoś pustynnego stworzenia, np. lwa, szakala, jastrzębia albo węża. 
| A · S | C7 |

| A · S | C7 |

Niektóre wizerunki Asza ukazują go z wieloma głowami, co jest niespotykane u innych egipskich bogów. Jego wyobrażenie jest najwcześniejszym znanym w sztuce starożytnego Egiptu przedstawieniem boga jako człowieka z głową zwierzęcia.